# Linstowiella szidati
Linstowiella szidati är en plattmaskart. Linstowiella szidati ingår i släktet Linstowiella och familjen Cyathocotylidae. Inga underarter finns listade i Catalogue of Life.